# Jos Truyen
Jozef (Jos) Truyen (Opitter, 27 december 1939) is een voormalig Belgisch politicus voor de Volksunie / N-VA.

## Levensloop
Truyen volgde klassieke humaniora aan het Sint-Michielscollege van Bree, werd licentiaat in de scheikunde aan de Katholieke Universiteit Leuven en werd leraar aan het Heilig Hartcollege van Maasmechelen.
Als jongere was hij lid van de KSA. Hij was bondsleider voor Tongeren-Otterlo en van 1956 tot 1960 gewestleider voor Bree. Als leraar was hij ook provinciaal afgevaardigde en van 1970 tot 1983 lid van het hoofdbestuur van de Vereniging van Vlaamse Leerkrachten.
In 1962 werd Truyen lid van de Volksunie. Voor deze partij werd hij in 1976 verkozen tot gemeenteraadslid van As, wat hij bleef tot in 2012. Hij was er van 1983 tot 2006 burgemeester en van 2007 tot 2012 voorzitter van de gemeenteraad.
Hij was eveneens van 1975 tot 1981 voorzitter van de VU-afdeling van het arrondissement Hasselt en van 1982 tot 1994 voorzitter van de VU-afdeling van de provincie Limburg. Ook was hij van 1975 tot 1996 lid van de partijraad van de Volksunie. Van 1979 tot 1992 was hij bovendien provincieraadslid van Limburg en van 1994 tot 1995 zetelde hij in de Belgische Senaat als provinciaal senator voor Limburg.
Na het einde van de Volksunie trad hij in 2001 toe tot de N-VA.